# Anno 1696
Anno 1696 – dziewiąty studyjny album fińskiego zespołu melodic deathmetalowego Insomnium, wydany 24 lutego 2023 roku przez wytwórnię płytową Century Media Records.

## Lista utworów
Opracowano na podstawie materiału źródłowego.
| Anno 1696 | Anno 1696          | Anno 1696 |
| Nr        | Tytuł utworu       | Długość   |
| --------- | ------------------ | --------- |
| 1.        | „1696”             | 06:18     |
| 2.        | „White Christ”     | 06:03     |
| 3.        | „Godforsaken”      | 08:35     |
| 4.        | „Lilian”           | 04:29     |
| 5.        | „Starless Paths”   | 07:48     |
| 6.        | „The Witch Hunter” | 05:43     |
| 7.        | „The Unrest”       | 03:52     |
| 8.        | „The Rapids”       | 07:38     |
|           |                    | 50:26     |

## Twórcy
Opracowano na podstawie materiału źródłowego.
Zespół Insomnium w składzie
- Niilo Sevänen – wokal, gitara basowa
- Markus Hirvonen – perkusja
- Ville Friman – gitara
- Markus Vanhala – gitara, wokal
- Jani Liimatainen – gitara, wokal

oraz
- Coen Janssen – instrumenty klawiszowe
- Johanna Kurkela – wokal
- Sakis Tolis – wokal